# Galaxy Power Rangers
De Galaxy Power Rangers (ook wel Galaxy Rangers genoemd) zijn fictieve personages uit de televisieserie Power Rangers. Ze waren de hoofdrolspelers in Power Rangers: Lost Galaxy, en hadden een gastoptreden in Power Rangers: Lightspeed Rescue.

## Achtergrond
De Galaxy Power Rangers kregen hun krachten via de Quasar Sabers, vijf antieke zwaarden die werden gevonden op de planeet Mirinoi. Aan het begin van de serie trokken de Rangers deze zwaarden uit een steen (gelijk aan excalibur).
De Galaxy Rangers beschermden de ruimtekolonie Terra Venture op zijn reis naar een nieuwe planeet tegen de kwaadaardige Scorpius en diens dochter Trakeena.
De Galaxy Rangers waren de enige Power Rangers tot dusver die geen connectie hadden met de Aarde.

## Leo Corbett
Leo Corbett was een verstekeling aan boord van Terra Venture. Hij wilde per se mee met zijn oudere broer Mike Corbett, die een soldaat was aan boord van de kolonie. Leo was aanwezig bij het moment dat de andere Rangers hun Quasar Sabers uit de steen trokken. Oorspronkelijk was het Mike die de rode Quasar Saber uit de steen trok. Hij viel echter in een kloof, maar kon nog net voor zijn val de Saber doorgegeven aan Leo. Hiermee werd Leo de Rode Galaxy Ranger.
Gedurende de serie gebruikte Leo ook wapens als de Magna Talon Transdagger, Lion Galactabeast, Red Astro Cycle, Armor Keys (waarmee hij veranderde in de Rode Armored Ranger), Red Capsular Cycle en de Lights of Orion.
In de finale vernietigde Leo eigenhandig Trakeena in haar insectengedaante, maar dit kostte hem wel zijn battlizer. Achteraf plaatste Leo de Rode Quasar Saber weer in de steen op Mirinoi.
In Power Rangers: Lightspeed Rescue reisde Leo met de andere Galaxy Rangers af naar de Aarde om Trakeena, die nog bleek te leven, te stoppen samen met de Lightspeed Rescue Power Rangers.
Gedurende de Power Rangers: Wild Force aflevering Forever Red werd Leo gerekruteerd door Tommy Oliver om samen met 8 andere Rode Rangers het Machine Keizerrijk tegen te houden.
Leo werd gespeeld door Danny Slavin.

## Kai Chen
Kai Chen, gespeeld door Archie Kao, is de Blauwe Galaxy Ranger. Hij was aan boord van Terra Venture een van de bemanningsleden die verantwoordelijk was voor het besturen van de kolonie. Kai kwam uit een strenge militaire familie en deed daarom alles volgens het boekje, iets wat hem veel conflicten opleverde met Leo. Kais grootste struikelblok toen hij een Ranger werd was dat hij moest leren dat regels soms gebroken moeten worden. Hij leek een goede vriend te zijn van Kendrix.
Kai was de eerste Aziatisch-Amerikaanse Blauwe Ranger.

## Damon Henderson
Damon Henderson, gespeeld door Reggie Rolle, is de Groene Galaxy Ranger. Hij was een monteur aan boord van Terra Venture, en verantwoordelijk voor het onderhoud aan het Astro Megaship voordat Kai dit gebruikte om naar Mirinoi te gaan en Leo, Maya, Mike en Kendrix op te halen.
Damons bijdehante persoonlijkheid kan misleiding zijn. Hij neemt zijn baan als Groene Ranger zeer serieus. Met zijn kennis over het Astro Megaship is hij tevens onmisbaar voor het team. Zijn training als amateurbokser geeft hem als Ranger een extra voordeel.
Damon was de eerste Afro-Amerikaanse Groene Ranger.

## Maya
Maya was een inwoner van het dorp op Mirinoi waar de Quasar Sabers zich bevonden. Ze werd gespeeld door Cerina Vincent, en was de Gele Galaxy Ranger. Ze heeft veel overeenkomsten met het personage Cole uit Power Rangers: Wild Force.
Maya belandde via een portaal op Terra Venture en wist Mike, Kendrix en Leo te overtuigen haar dorp, dat aangevallen werd door Scorpius, te komen helpen. Nadat Furio de planeet in steen veranderde reisde ze met de rest van de Rangers mee aan boord van Terra Venture.
Maya was trots op het feit dat ze de Gele Ranger was en geloofde sterk dat het team haar aartsvijand kon verslaan. Haar band met de natuur maakte dat ze vrijwel iedereen begreep, ook de Galactabeast.
In tegenstelling tot Kendrix’ rangerkostuum ziet Maya’s kostuum er net zo uit als dat van Leo, Kai en Damon. Dit omdat in de Super Sentai serie Gingaman, waar Lost Galaxy op was gebaseerd, de Gele Ranger een man was.

## Kendrix Morgan
Kendrix Morgan werd geïntroduceerd als een wetenschapper aan boord van Terra Venture. Ze was een van de zes mensen die naar Mirinoi reisde via een ruimteportaal en daar een Quasar Saber in handen kreeg. Hiermee werd ze de Roze Galaxy Ranger.
Kendrix was zeer intelligent en van nature een analist. Ze had interesse in alles wat wetenschappelijk was, en probeerde overal een logische verklaring voor te vinden. Haar vriendschap met Leo maakte dat ze wat spontaner werd.
Kendrix is vooral bekend als Ranger omdat ze de eerste (en tot dusver enige) Ranger was die tijdens de serie stierf (hoewel niemand direct de term “dood” of “overleden” gebruikte). Dit gebeurde in het gevecht met de Roze Pscyho Ranger. Kendrix was niet het eerste hoofdpersonage dat stierf in een serie. In Power Rangers: In Space stierf Zordon. De reden dat de schrijvers haar uit de serie schreven was omdat Valerie Vernon, de actrice die haar speelde, leukemie bleek te hebben en voor behandeling naar het ziekenhuis moest.
Kendrix verscheen later als geest om haar Quasar Saber (en haar rangerkrachten) door te geven aan Karone. Toen de Quasar Sabers werden teruggeplaatst in de steen op Mirinoi kwam Kendrix op onbekende wijze weer tot leven. Derhalve was ze wel weer aanwezig bij de team-up met de Lightspeed Rangers in Power Rangers: Lightspeed Rescue.

## Karone
Karone, gespeeld door Melody Perkins, was Andros' zus en de voormalige schurk Astronema. Zij nam de rol van Kendrix over als Roze Ranger.

## Mike Corbett
Mike is de broer van Leo Corbett, en was eigenlijk degene die de Rode Quasar Saber uit de steen trok. Hij werd gespeeld door Russell Lawrence.
Mike was een van de soldaten op Terra Venture. Gedurende een training ontmoette hij Maya, die net door een ruimteportaal naar Terra Venture was gevlucht. Hij, Kendrix en Leo volgden haar naar Mirinoi, later gevolgd door Kai en Damon. Mike trok de Rode Quasar Saber uit de steen op Mirinoi, maar gaf hem aan Leo kort voor hij in een kloof viel. In diezelfde kloof lag de Magna Defender, die met Mike fuseerde om te ontsnappen.
Later liet Magna Defender Mike weer vrij en gaf zijn krachten door aan hem. Mike vocht als Magna Defender lange tijd mee met de Rangers, tot hij zijn krachten opofferde om Terra Venture te helpen ontsnappen uit de Verloren Melkweg.